# Sant Jaume de Llierca
Sant Jaume de Llierca település Spanyolországban, Girona tartományban. Sant Jaume de Llierca Montagut i Oix, Argelaguer, Sant Ferriol, Santa Pau és Sant Joan les Fonts községekkel határos. Lakosainak száma 849 fő (2024).

## Népesség
A település népessége az elmúlt években az alábbi módon változott:
| Lakosok száma | 104  | 719  | 978  | 853  | 775  | 778  | 809  | 812  | 865  | 849  |
|               | 1717 | 1887 | 1936 | 1960 | 1986 | 2004 | 2009 | 2014 | 2019 | 2024 |